# Мьон Уон Ким
Мьон Уон Ким (на ханджа 金明元, на корейски 김명원, на латиница Kim Myong-Won; в България се среща още като Мьон Вон Ким, Ким Мион Вон и др.) е севернокорейски футболист, роден на 15 юли 1983 г. в Пхенян. Заради бързината си носи прякора Колесницата.

## Национален отбор
За Северна Корея Мьон Уон Ким има изграни девет мача. Той е един от играчите в състава на Световното първенство през 2010 г. Мьон Уон Ким е нападател, но е записан в тимовия лист като вратар, за да може от една страна да бъде покрито изискването на ФИФА трима от 23-мата номинирани играчи да са вратари, а от друга треньорското ръководство да може да разполага с още един играч в нападение. ФИФА обаче пресича тези намерения, заявявайки, че играчите, записани като вратари могат да бъдат използвани само като вратари, а не и като полеви играчи.